# Usina Hidrelétrica Alecrim
A Usina Hidrelétrica Alecrim está localizada no rio Juquiá, pertencente a bacia hidrográfica do rio Ribeira de Iguape, no estado de São Paulo. É um empreendimento privado, pertencente à Companhia Brasileira de Alumínio do grupo Votorantim, classificada pela agência energética como de Auto-produção.

## Características
A usina foi inaugurada em 1974, com capacidade instalada total de 72 MW. Seu reservatório possui uma área inundada de 81,64 hectares, com capacidade de 29,25 milhões de metros cúbicos de água. Faz parte do Complexo Juquiá da Votorantim Energia, composto por 6 usinas hidrelétricas (Alecrim, Barra, Salto do Iporanga, Fumaça, França e Serraria) e 1 pequena central hidrelétrica (Porto Raso).

## Indústria do alumínio
A geração da usina tem sua produção destinada à produção de alumínio, que em 2006 consumia sozinho 6% de toda a energia produzida no Brasil, sendo que 27% do total consumido em 2010 vinha de autogeração.